# Mogens Schou
Pour les articles homonymes, voir Schou.
Mogens Schou (24 novembre 1918 – 29 septembre 2005) est un psychiatre danois dont les recherches sur le Sel de lithium conduisent à son utilisation comme traitement du trouble bipolaire.

## Jeunesse
Schou est né à Copenhague, au Danemark, le 24 novembre 1918. Son père est psychiatre et directeur médical d'un grand hôpital psychiatrique. Schou choisit d'étudier la médecine dans le but spécifique de faire de la recherche sur la maladie maniaco-dépressive (maintenant plus communément appelée trouble bipolaire). Il obtient un diplôme en médecine de l'Université de Copenhague en 1944. Après sa formation en psychiatrie clinique, il étudie également la biologie expérimentale.

## Recherches
Les intérêts de recherche de Schou se concentrent sur les utilisations thérapeutiques du lithium pour les patients souffrant de troubles de l'humeur.
L'ère psychopharmacologique commence sérieusement en 1949, avec un article publié par John Cade sur l'action antimaniaque observée du lithium en Australie. Intrigué par ces découvertes, Schou, qui entre-temps a rejoint l'Institut de recherche psychiatrique de l'Université d'Aarhus, confirme ces découvertes dans une étude en double aveugle contrôlée par placebo avec ses collègues.
Au début des années 1960, GP Hartigan, Poul Chr. Baastrup et Schou font indépendamment des observations sporadiques suggérant que le lithium a également des propriétés prophylactiques dans la maladie maniaco-dépressive. Par la suite, Baastrup et Schou s'associent et dans un essai non aveugle sur le lithium voient leurs observations préliminaires confirmées. Ils jugent même les résultats si significatifs qu'ils concluent que "le lithium est le premier médicament démontré comme un agent prophylactique indéniable contre l'une des principales psychoses".
Cependant, l'hypothèse de la prophylaxie de Schou-Baastrup se heurte à une grande résistance de la part de la psychiatrie britannique. Pour Aubrey Lewis (en) et Michael Shepherd (psychiatre) (en), le lithium est une « absurdité dangereuse ». Shepherd, secondé par Harry Blackwell, le qualifie simplement de "mythe thérapeutique", qui, à leur avis, repose sur de "graves lacunes méthodologiques" et des "allégations fallacieuses". Même des termes tels que contraire à l'éthique et non scientifique sont utilisés. Après examen des aspects éthiques invoqués, Schou et Baastrup entreprennent un essai en double aveugle de conception prospective d'arrêt et avec attribution aléatoire de patients maniaco-dépressifs (déjà sous lithium) au lithium ou à un placebo. Il confirme leur hypothèse, publiée dans The Lancet en 1970.
Il est conscient de certaines des limites du traitement au lithium. Il se félicite de l'introduction d'autres agents prophylactiques sur le marché. D'après les observations disponibles, il conclut, cependant, que les antiépileptiques et les antipsychotiques atypiques agissent sur différents types de patients bipolaires au lithium.
Il est l'auteur de plus de 500 publications, dont des textes, des documents de recherche, des articles et des chapitres de livres. Il est professeur émérite de l'hôpital psychiatrique de Risskov, au Danemark.
Schou a publié environ 540 ouvrages sur le lithium et la thérapie au lithium, et reçoit plusieurs prix.
- 1974—International Scientific Kitty Foundation Award (partagé avec Cade).
- 1982—Prix commémoratif John Cade.
- 1987—Prix de la recherche médicale clinique Albert Lasker.
- 1995—Prix Mogens Schou de la Société internationale de recherche sur le lithium pour l'ensemble de ses réalisations.
- 2000—Pionniers du CINP en prix de psychopharmacologie.
- 2001—Prix Mogens Schou de la Société internationale pour les bipolaires pour contributions remarquables.
- 2004—NARSAD Lifetime Achievement Award.

Il reçoit un doctorat honorifique de l'Université Charles de Prague. En reconnaissance de ses réalisations en médecine bipolaire, il est nommé président honoraire de la Société internationale pour les troubles bipolaires. Au même moment, les prix Mogens Schou sont créés pour être présentés à la Conférence internationale biennale de la Société sur le trouble bipolaire.